# Клаич, Векослав
Векослав Клаич (хорв. Vjekoslav Klaić; 28 июля 1849, Гарчин — 1 июля 1928, Загреб) — хорватский историк и писатель, член Хорватской академии наук и искусств, профессор Загребского университета (1893—1922), почётный доктор Пражского университета (1922). Сторонник студенческих демонстраций и университетской автономии. Его работы сыграли важную роль в укреплении хорватского национального самосознания. Помимо истории и литературы занимался музыкой, был дирижёром.

## Биография
Родился в селе Гарчин около города Славонски-Брод. В 1873 окончил Венский университет. В 1902—1903 годах руководил Загребским университетом.

## Работы
- Prirodni zemljopis Hrvatske (География Хорватии, 1878)
- Poviest Bosne do propasti kraljevstva (История Боснии, 1882)
- Pripoviesti iz hrvatske poviesti (Сказки из хорватской истории, 1886—1891)
- Bribirski knezovi od plemena Šubić do god. 1347. (Герцог Брибир, 1897)
- Povjest Hrvata od najstarijih vremena do svršetka XIX. stoljeća (История хорватов, 1899—1922)
- Krčki knezovi Frankapani (1901)
- Život i djela Pavla Rittera Vitezovića (1914)